# Veștem
Veștem – wieś w Rumunii, w okręgu Sybin, w gminie Șelimbăr. W 2011 roku liczyła 1583 mieszkańców.